# Холодный борщ

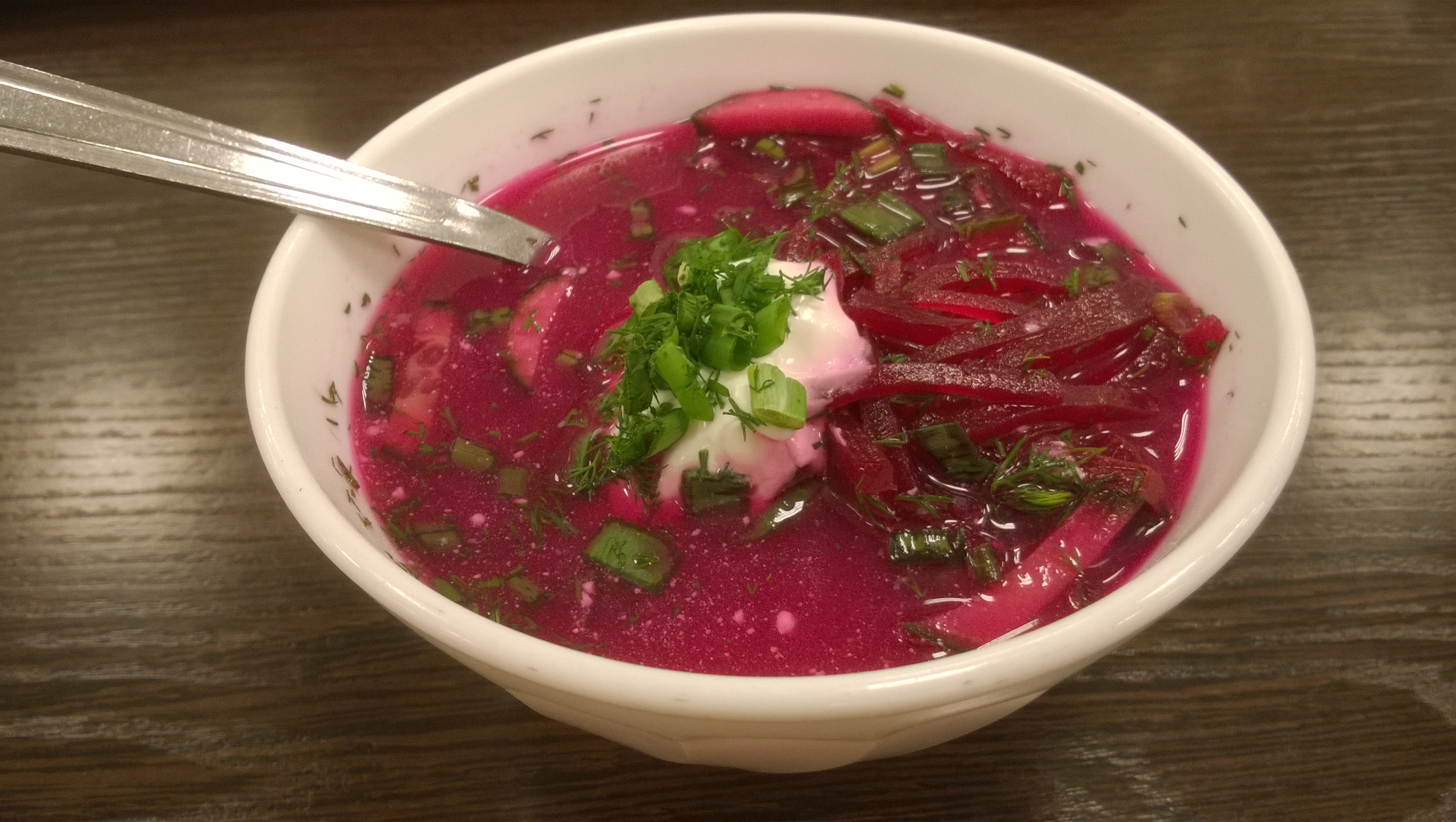
Холодный борщ с мясом

Холодный борщ — летний холодный овощной суп со свёклой в русской и украинской кухне, популярный в жаркое время. В России холодный борщ получил распространение на юге страны, где исторически было меньше квасоварен. Холодный борщ обнаруживает сходство со свекольником. Вариант холодного борща — зелёный борщ со шпинатом и щавелём, как зелёные щи. Похожее блюдо — холодник.
Холодный борщ готовят на овощном отваре, квасе или мясном, обычно говяжьем бульоне с припущенными с уксусом свёклой вместе с ботвой и отдельно морковью. Охлаждённый бульон процеживают и снимают с него жир. Суп заправляют нарезанными соломкой свежими огурцами, шинкованным зелёным луком, варёными яйцами, сметаной и зеленью, а перед подачей посыпают рубленой зеленью укропа. В зависимости от рецепта холодный борщ подают с отварными мясом, рыбой (севрюгой, осетриной, судаком, треской) или крабами.